# 北及村
北及村（きたおよびむら）は、かつて岐阜県羽島郡にあった村である。
現在の羽島郡笠松町南西部。笠松町北及に該当する。
北及村発足時は羽栗郡であったが、郡の合併で羽島郡の村となっている。

## 歴史
- 1875年（明治8年） - 北及村と及新田が合併し北及村が発足。
- 1889年（明治22年）7月1日 - 町村制により、北及村が発足。
- 1897年（明治30年）4月1日[2] - 羽栗郡と中島郡が合併して羽島郡となる。当村は羽島郡の所属となる。
- 1897年（明治30年）4月1日 - 田代村、長池村、門間村と合併し松枝村が発足。同日北及村廃止。